# Fort Lijdzaamheid (Ghana)

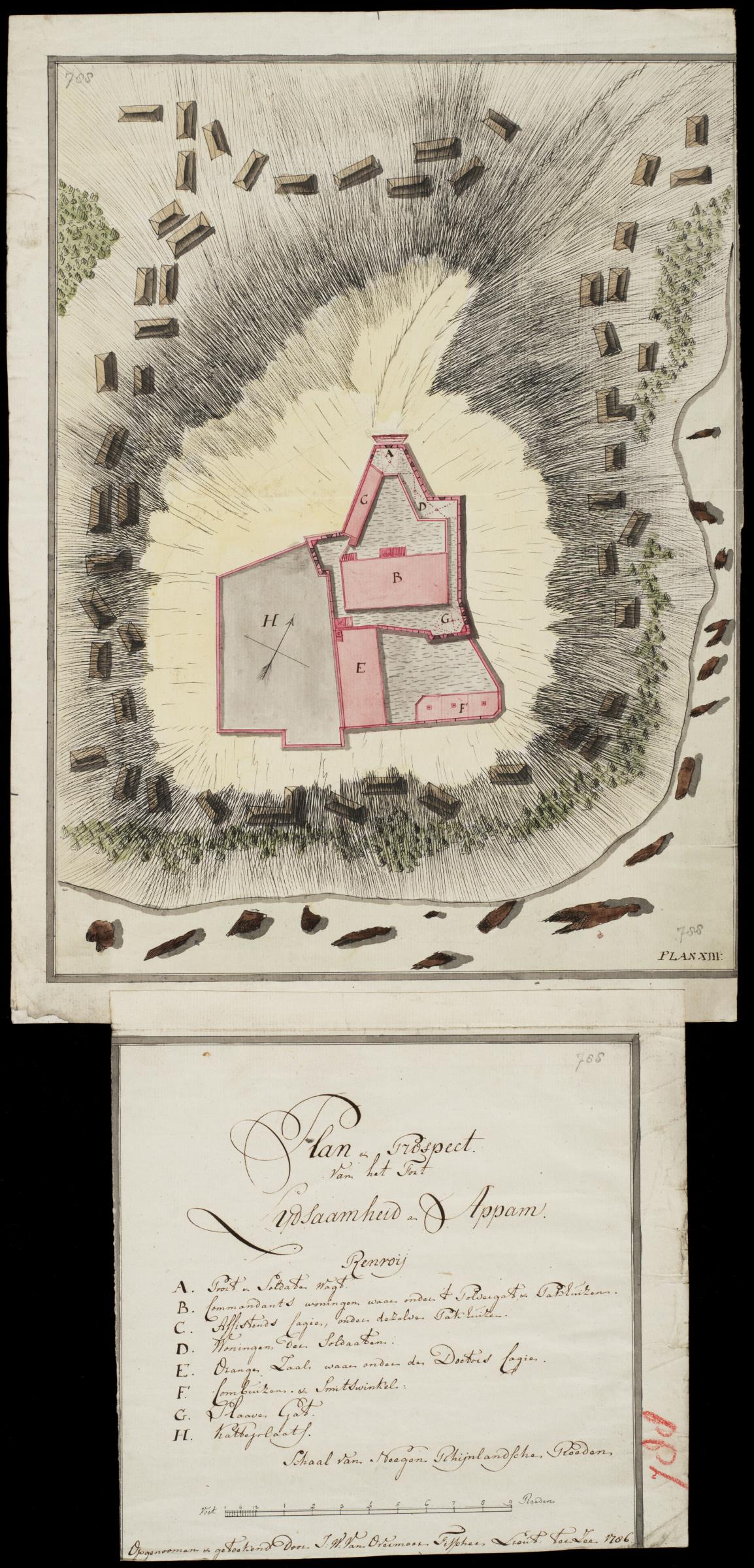
Plattegrond van Fort Lijdzaamheid te Apam

Fort Lijdzaamheid (ook wel Leydsaemheyt, Engels: Patience) was een Nederlands en Brits fort aan de Goudkust in het huidige Ghana, nabij de plaats Apam. De naam van het fort is te danken aan het feit dat de bouw ervan zeer langzaam en moeilijk verliep. Nadat de bouw, die tussen 1697 en 1702 verliep, klaar was, werd het fort gebruikt voor de slavenhandel. Na een korte Britse periode tussen 1782 en 1785 bleef het fort van Nederland tot het in 1811 door lokale stammen werd veroverd. In 1886 werd het gebied alsnog Brits.